# Tadeusz Śliwiak
Tadeusz Śliwiak (ur. 23 stycznia 1928 we Lwowie, zm. 3 grudnia 1994 w Krakowie) – polski aktor i poeta, w latach 1953–1960 aktor Starego Teatru im. Heleny Modrzejewskiej w Krakowie, w latach 1960–1963 kierownik literacki Teatru Rozmaitości w Krakowie; autor literatury dziecięcej, dziennikarz, tłumacz.

## Życiorys
Syn Władysława Śliwiaka i Anny z Wojtowiczów. Lata II wojny światowej spędził we Lwowie (gdzie ojciec był kierowcą), początkowo okupowanym przez ZSRR, a następnie przez hitlerowskie Niemcy. W 1945 r. przeniósł się do Warszawy, gdzie uczęszczał do Liceum im. S. Żeromskiego i w 1947 r. zdał maturę. Podjął studia na Wydziale Lekarskim w Warszawie, które przerwał. Potem podjął studia na wrocławskiej AWF, które również przerwał. Ostatecznie w 1948 r. przeniósł się do Krakowa i rozpoczął studia aktorskie w Państwowej Wyższej Szkole Aktorskiej i które skończył. Wśród jego kolegów byli m.in. Zbigniew Cybulski, Bogumił Kobiela, Leszek Herdegen, Kalina Jędrusik. W czasie studiów pracował jako aktor w Teatrze Rapsodycznym (1949–1950), a następnie w Teatrze Poezji.
Po ukończeniu PWST w 1953 r. przez kilka lat pracował jako aktor Teatru Starego im. H. Modrzejewskiej w Krakowie. W 1953 podpisał rezolucję ZLP w sprawie procesu krakowskiego. W 1960 r. wycofał się z życia aktorskiego, ale nie zerwał z teatrem – był kierownikiem literackim w Teatrze Rozmaitości (1960–1963). Z grupą poetów i plastyków utworzył magazyn literacko–artystyczny Zebra. Pracował w telewizji (1962–1967 kierownik Redakcji Programów Artystycznych Telewizji Polskiej w Krakowie; w latach 1969–1976 był autorem programów dziecięcych w Ośrodku TVP w Krakowie) oraz w redakcjach Magazynu Kulturalnego (gdzie w latach 1975–1984 był redaktorem naczelnym) i Życia Literackiego (od 1952; w okresie 1967–1990 był redaktorem działu poezji).
Na przełomie lat 50. i 60. XX w. związany był z grupą poetycką Muszyna. Współzałożyciel i członek (w okresie 1967–1972) krakowskiej grupy literackiej Barbarus. Od 1977 r. współpracował z Grupą Poetów i Malarzy Łazienki. Członek Konfraterni Poetów.
Debiutował w 1947 r. wierszem Chaim we wrocławskim „Słowie Polskim”. Pierwszy tomik poetycki Drogi i ulice ogłosił w 1954 r., a rok wcześniej poemat o Mikołaju Koperniku pt. Astrolabium z jodłowego drzewa. Po nich wydał kolejne tomy oraz wiele książek dla dzieci. Tłumaczył poezję rosyjską, w tym teksty Bułata Okudżawy i poezję węgierską. Napisał wiele piosenek, w tym takie szlagiery jak Krakowska kwiaciarka i Kocaraba oraz piosenki poetyckie, np. Niebieski młyn śpiewany przez Marka Grechutę i Skaldów. Był związany z Piwnicą pod Baranami (jest autorem m.in. słynnej piwnicznej pieśni Ta nasza młodość).
Członek ZLP od 1953 r. i nowego ZLP od 1984 r. (członek Zarządu Głównego od 1985 r.). Członek PZPR od 1961 r.

## Nagrody i wyróżnienia
- 1961 – nagroda poetycka na Festiwalu Studenckim w Gdańsku,
- 1974 – nagroda m. Krakowa w dziedzinie upowszechniania kultury,
- 1978 – nagroda artystyczna im. Bohaterów Warszawy,
- 1980 – nagroda im. J. Przybosia,
- 1983 – nagroda Prezesa Rady Ministrów za twórczość dla dzieci i młodzieży,
- 1987 – Nagroda Ministra Kultury i Sztuki I stopnia.

Odznaczony był też m.in. Złotym Krzyżem Zasługi (1975), Krzyżem Kawalerskim Orderu Odrodzenia Polski (1986), Brązowym Medalem „Za zasługi dla obronności kraju” i Odznaką „Zasłużony Działacz Kultury”.
Pochowany został w alei zasłużonych (lokalizacja: LXIX pas B - 2 - 8) na cmentarzu Rakowickim w Krakowie.

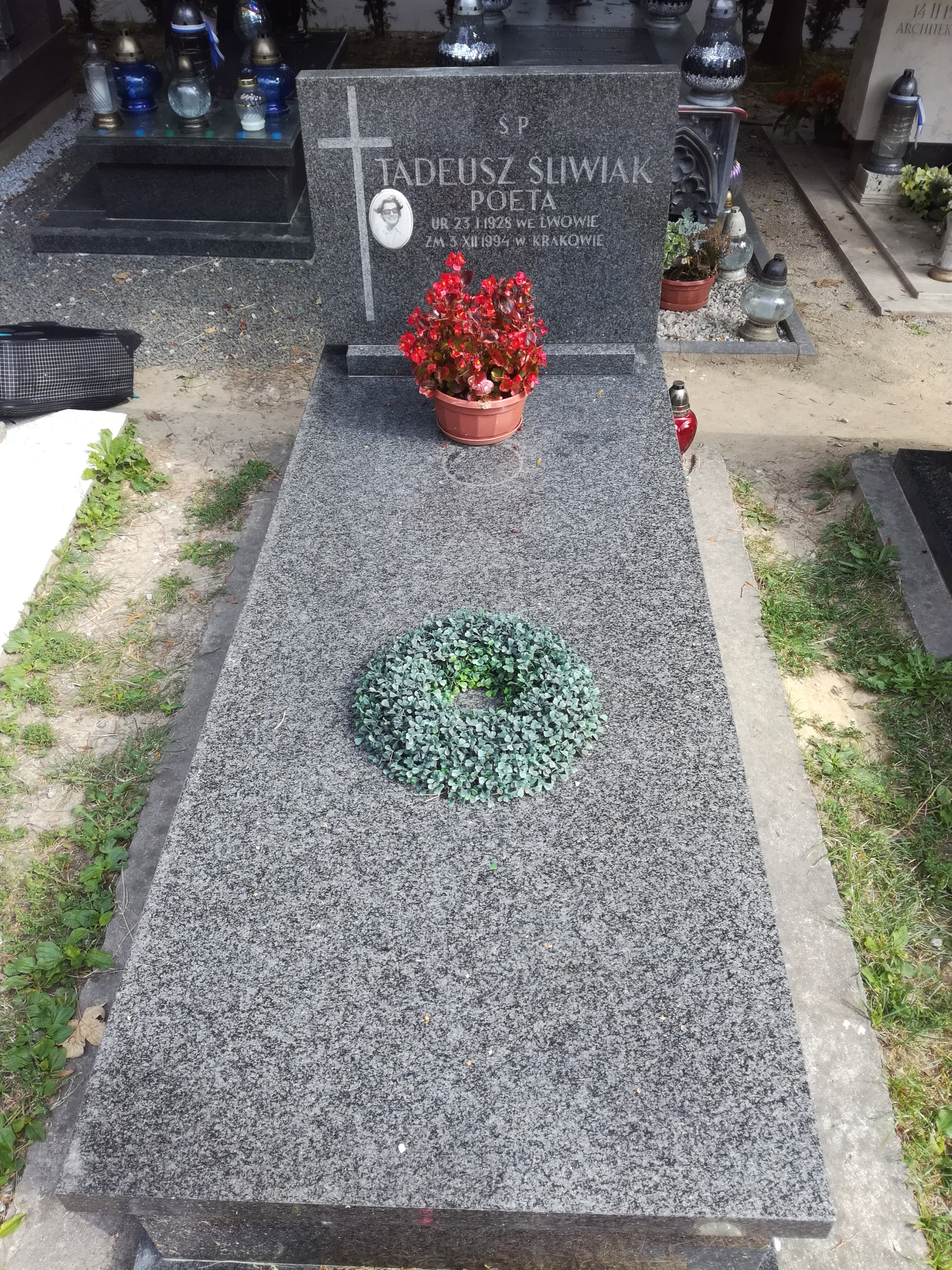
Grób Tadeusza Śliwiaka na cmentarzu Rakowickim

## Upamiętnienie
W Krakowie w dzielnicy Podgórze została nazwana imieniem Tadeusza Śliwiaka ulica.

## Twórczość

### Książki i broszury
- Astrolabium z jodłowego drzewa (1953)
- Drogi i ulice (1954)
- Co dzień umiera jeden bóg (1959)
- Koncert na leśnej polanie (1959)
- Imieniny pana Fleta (1961)
- Wyspa galerników (1962)
- Żabki z Rabki (1963)
- Szczygle figle (1964)
- Żywica (1964)
- Poemat o miejskiej rzeźni (1965)
- Lody pana Chmurki (1966)
- Ptasi telewizor (1967)
- Święty wtorek (1968)
- Czytanie mrowiska (1969)
- Ruchoma przystań (1971)
- Widnokres (1971)
- Rajskie wrony (1972)
- Żabi koncert (1973)
- Znaki wyobrażni (1974)
- Totemy (1975)
- Dłużnicy nadziei (1978)
- Solizman (1981)
- Chityna (1982)
- Odmroczenia (1982)
- Słownik wyrazów światłoczułych (1988)
- Dotyk (1989)

### Wybory wierszy
- Wiersze wybrane (1975)
- Poezje wybrane (1975) – Biblioteka Poetów
- Płonący gołębnik (1978)
- Koń maści muzycznej (1986) – Seria Małych Wyborów Poetyckich
- Wiśnie rozkwitłe pośród zimy (1992) – antologia współczesnej poezji japońskiej; współautor
- Uwierzyłem w człowieka (1996)
- Nie dokończony rękopis (2002)

### Filmografia
- Dobry dzień, muzyko (1960, scenariusz)
- Nieznany (1964, słowa piosenki, obsada aktorska)
- Cierpkie głogi (1966, obsada aktorska)
- Taki świat (1968, teksty poetyckie)
- Colargol zdobywcą kosmosu (1978, słowa piosenki)
- Znaki wyobraźni (1996, bohater filmu)

### Inne
- (1961) Droga na zachód Piosenka – słowa piosenki
- (1961) Kwiecień Piosenka – słowa piosenki
- (1962) Między brzegami Piosenka – słowa piosenki
- (1965) Piosenka o nowym Jaśle (do konkurencji w turnieju miast Jasło-Krosno) -słowa piosenki[5]
- (1966) Cierpkie głogi Piosenka – słowa piosenki
- (1982) Ta nasza młodość Piosenka: Ta nasza miłość
- (1984) Przewodnik Piosenka: Ta nasza młodość
- (1989) Marcowe migdały Piosenka: Ta nasza młodość
- (1996) Dzień wielkiej ryby Piosenka: Kolorowa Cza-Cza
- (2002) Wszyscy święci w Święta Polskie Piosenka: Ta nasza młodość